# Борислав Стойменов
Борис или Борислав Стоименов (на македонска литературна норма: Борислав Стојменов) е политик от Северна Македония и бивш подпредседател на ВМРО-ДПМНЕ.

## Биография
Роден е на 4 април 1940 година в струмишкото село Велюса. Завършва Икономическия факултет на Скопския университет. В периода 1993 – 2000 година е подпредседател на ВМРО-ДПМНЕ. От 1998 до 1999 е министър на финансите в правителството на Любчо Георгиевски. От 2002 година става председател на партията ВМРО-Македонска. През 2008 година става народен представител. Член е на комисията по финанси и бюджет, а също и на комисията по транспорт, връзки и безопасност на околната среда.
Негов чичо е българският емигрантски деец Алекса Стоименов.